# Pardosa podhorskii
Pardosa podhorskii este o specie de păianjeni din genul Pardosa, familia Lycosidae. A fost descrisă pentru prima dată de Kulczynski, 1907. Conform Catalogue of Life specia Pardosa podhorskii nu are subspecii cunoscute.